# Ветроэнергетика Швеции

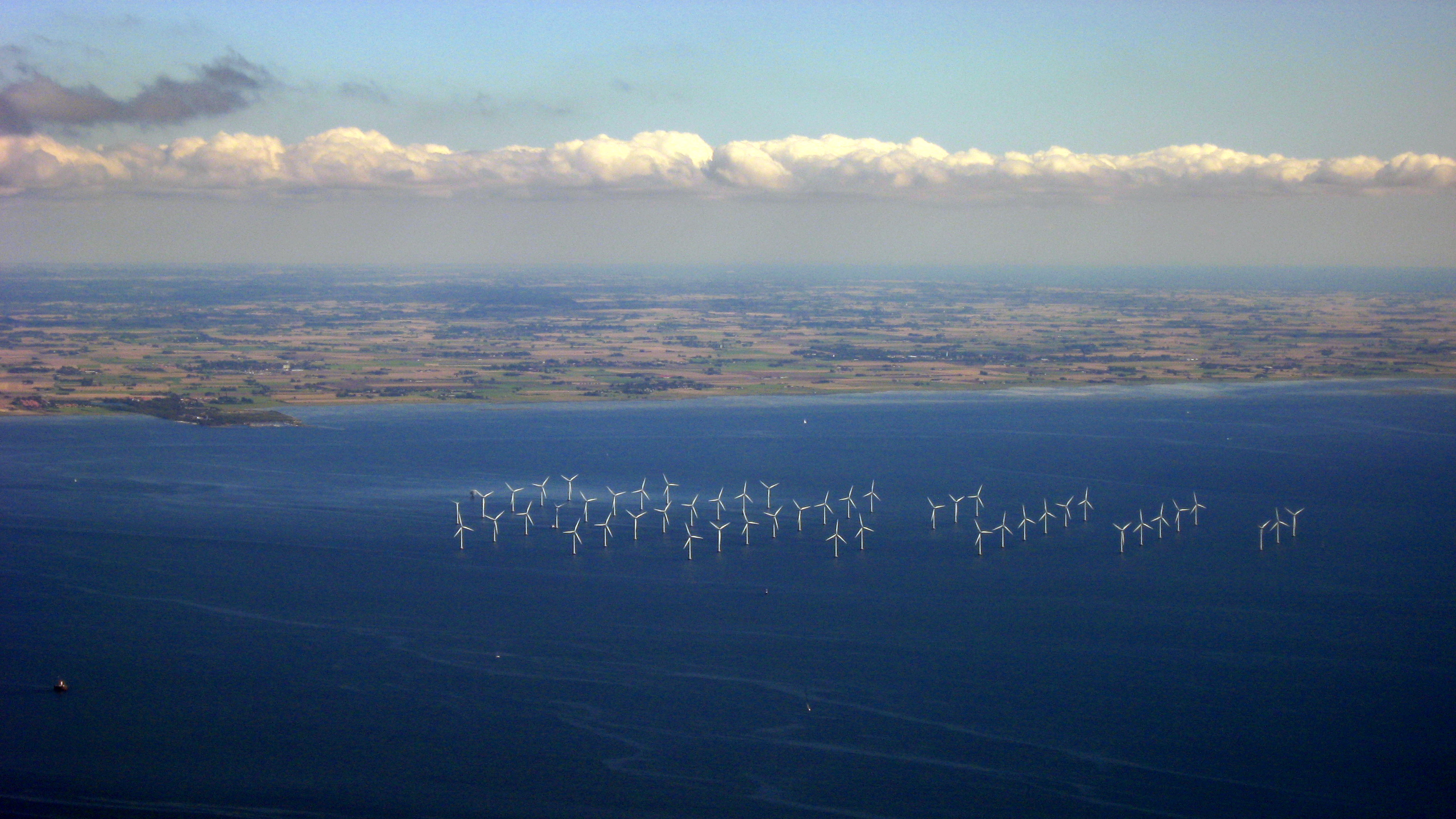
Лильгрундская ветровая электростанция в Швеции

Швеция потребляет около 150 ТВт-часов электричества в год, из которых примерно 3 приходятся на ветряные электростанции. В несколько раз больше импортируется из Дании, которая также производит энергию.
Сейчас в Швеции развиваются два крупных проекта, которые при развитии очень сильно изменят положение в их энергетике. Шведская компания SCA и норвежская Statkraft инвестируют в них 16 миллиардов крон(1.73 миллиарда €; 2.4 миллиарда $(США)). Statkraft пообещал выделить землю под 400 ветровых турбин, находящихся на семи ветряных электростанциях. В 2022 году мощность ветроэнергетики составляла 14 557 МВт.
| 2000 | 241   | 447       |
| 2001 | 295   | 482       |
| 2002 | 345   | 609       |
| 2003 | 404   | 679       |
| 2004 | 452   | 865       |
| 2005 | 493   | 936       |
| 2006 | 583   | 988       |
| 2007 | 832   | 1,430     |
| 2008 | 1,085 | 1,974     |
| 2009 | 1,448 | 2,489     |
| 2010 | 2,019 | ca. 3,500 |

## Движение против размещения ветряных электростанций
Вместе с ростом Шведской Ассоциации по Защите Ландшафта растёт и их подразделение, протестующее с размещением ветряных станций. Их председатель говорит:

Я считаю, что с нашими уже существующими атомными и гидроэлектростанциями, доступными в Швеции, роль непостоянно работающих ветроэлектростанций несущественна и скорее всего, они нужны лишь как дань «моде». Они мало поспособствуют выработке электричества или безопасности передачи. К тому же, это дорого.
Оригинальный текст (англ.)It is beginning to get through, I think, that with the existing nuclear and hydro power available in Sweden, the role for intermittent wind power is marginal and primarily as an exercise in the following of ”fashion”. It has little to contribute to either generation capacity or transmission security. And it is expensive.
—Elisabeth von Brömsen, Public radio SR, March 2011

Кроме того, 150-метровые турбины сравнивают с «небоскребами в лесу». Согласно Еве Вителл, главе развития ветряной энергии на суше компании Vattenfall, турбины высотой 150 метров не могут дать нормальной мощности из-за турбулентности, вызываемой окружающими деревьями.